# Marc Vinici (governador)
Marc Vinici (en llatí Marcus Vinicius P. F. o Vinucius) va ser un militar i magistrat romà del segle i aC.
Va ser comandant a Germània l'any 25 aC i per les seves victòries va rebre ornaments triomfals que va declinar i com a compensació se li va erigir un arc en el seu honor als Alps. Va ser cònsol sufecte l'any 19 aC. L'any 2 va ser altre cop comandant a Germània i altre cop va rebre ornaments triomfals, i segurament una estàtua al Fòrum Romà.